# Claude Pronovost
Joseph Georges Claude Pronovost, född 22 juli 1935, 1 september 2022, var en kanadensisk professionell ishockeymålvakt som tillbringade två säsonger i den nordamerikanska ishockeyligan National Hockey League (NHL), där han spelade för Boston Bruins och Montreal Canadiens. Han släppte in i genomsnitt 3,50 mål per match och hade en nolla (match utan insläppt mål) på tre grundspelsmatcher.
Pronovost spelade också för Edmonton Flyers och Calgary Stampeders i Western Hockey League (WHL) och Kitchener Greenshirts i OHA-Jr.
Han var bror till André Pronovost, Jean Pronovost och Marcel Pronovost och släkt med Anthony Mantha.